# National Black Feminist Organization
La National Black Feminist Organization (NBFO), littéralement l'« Organisation féministe noire nationale », a été fondée en 1973. Ce groupe a travaillé sur les problèmes touchant spécifiquement les femmes noires aux États-Unis. Parmi ces fondatrices : Michele Wallace, Faith Ringgold, Doris Wright (en) et Margaret Sloan-Hunter, Eleanor Holmes Norton. Elles étaient installées dans les locaux new-yorkais de la National Organization for Women (Organisation nationale pour les femmes). Selon Michele Wallace auteure ayant contribué à Toutes les femmes sont blanches, tous les Noirs sont des hommes, mais certains d'entre nous sont courageux : études sur les femmes noires (1982) — « anthologie de textes fondateurs des études féministes noires » —, Wright « a organisé la première rencontre pour discuter des femmes noires et de leur rapport au mouvement féministe ».

## Histoire
La National Black Feminist Organization est l'une des deux premières organisations créées au sein du mouvement féministe noir. Elle reflétait clairement les buts affichés dans la déclaration du Combahee River Collective, qui a été développée à peu près au même moment par certaines de ces mêmes femmes,. En 1973, la déclaration d'intention de la NBFO précise que l'organisation a été formée « pour nous intéresser aux besoins particuliers et spécifiques de la moitié la plus importante, mais la plus discriminée, de la race noire aux États-Unis, la femme noire. »
Des membres de la NBFO comme Florynce Kennedy et de nombreuses autres étaient issues du mouvement des droits civiques, du Black Power ou du féminisme[réf. nécessaire]. Beaucoup d'entre elles ne se sentaient pas complètement acceptées dans ces mouvements. Elles estimaient que les femmes blanches qui dominaient le mouvement féministe avait intériorisé le racisme, la pensée suprématiste blanche et que beaucoup se rendaient coupables d'une discrimination raciale manifeste. Les femmes noires actives dans le mouvement des droits civiques n'ont pas fait mieux : leur influence a souvent été ignorée, minimisée ou contestée. Elles ont également été invitées à se subordonner aux hommes dans le mouvement et ont souvent été reléguées à des tâches subalternes. Les lesbiennes ont dû faire face à l'homophobie et à la lesbophobie largement répandues dans les deux mouvements. Brenda Eichelberger, une des membres fondatrices de la section locale de Chicago, a dit dans une interview non datée : « je ne savais pas quelle autre femme noire avait le même ressenti que moi sur le féminisme. Je connaissais des femmes blanches qui étaient mes amies, mais elles ne subissaient pas l'oppression raciale. Un grand nombre de groupes noirs étaient machos. Je ne pouvais m'identifier complètement à aucun groupe. Quoi qu'il en soit, tout ce que je devais savoir c'est qu'une femme, quelque part, ressentait la même chose que moi[réf. nécessaire]... »
La NBFO concentra ses efforts sur l'interdépendance de nombreux préjugés auxquels devaient faire face les femmes afro-américaines : racisme, sexisme, classisme, homophobie et lesbophobie. Les femmes élurent comme présidente Margaret Sloan-Hunter, l'une des premières éditrices de Ms. Magazine et associée de Gloria Steinem. Elles ont ensuite établi des sections locales dans plusieurs villes américaines dont Chicago et New York[réf. nécessaire].

## Événements importants

### Première conférence régionale (30 novembre - 2 décembre 1973)
400 femmes assistèrent à la première conférence régionale du NBFO dans la cathédrale Saint-Jean-le-Théologien de New York. Cette date est importante parce que c'est lors de cette conférence que dix sections locales ont été créées. Ces dix sections ont continué à s'étendre dans d'autres régions aux États-Unis, renforçant le succès de la NBFO.

### Création du Combahee River Collective en 1974
La section locale de Boston de la NBFO quitta l'organisation principale pour former le Combahee River Collective et travailler dans un groupe plus petit, avec l'objectif d'aborder plus efficacement des questions comme la sexualité ou le développement économique.

## Influence
Le groupe, aujourd'hui disparu, cessa ses activités au niveau national en 1975, et la dernière section locale ferma en 1980,. Dans son ouvrage sur l'histoire du féminisme, Daring to Be Bad: Radical Feminism in America, 1967-1975, la critique culturelle Alice Echols cite l'essai d'E. Frances White (en) intitulé Listening to the Voices of Black Feminism : « certains attribuent l'échec de la National Black Feminist Organization à son incapacité à atteindre un consensus réalisable autour ce qui aurait constitué une politique féministe noire. » Après la dissolution de la NBFO en 1975, Brenda Eichelberger a continué son militantisme avec la section locale de Chicago en créant la National Alliance of Black Feminists (Alliance nationale des féministes noires) en 1976. La nouvelle organisation a travaillé à pousser plus loin le but de réaliser l'égalité complète pour les femmes noires en acceptant une diversité des membres en son sein. Elle s'est rapidement étendue avec une forte base militante et a été active jusqu'en 1997.